# Kalle Grundel
Karl-Erik Grundel, noto Kalle (Stoccolma, 2 ottobre 1948) è un ex pilota di rally svedese.
La svolta nella sua carriera è arrivata nel 1982, quando il team ufficiale Volkswagen gli ha affidato 
una Volkswagen Golf GTI. Ha ottenuto il suo primo e unico podio nel campionato del mondo rally nel 1986, portando la sua Ford RS200 al terzo posto nel Rally di Svezia.

## Palmarès
- Campionato tedesco 1985 su Peugeot 205 Turbo 16 con  Peter Diekmann

## Risultati nel WRC
| 1977 | Scuderia | Vettura     |  |     |  |  |  |  |  |  |  |  |    |  |  |  |  |  | Punti | Pos. |
| ---- | -------- | ----------- |  | --- |  |  |  |  |  |  |  |  | -- |  |  |  |  |  | ----- | ---- |
| 1977 |          | Saab 99 EMS |  | Rit |  |  |  |  |  |  |  |  | 32 |  |  |  |  |  |       |      |

| 1979 | Scuderia | Vettura    |  |     |  |  |  |  |  |  |  |  |  |  |  |  |  |  | Punti | Pos. |
| ---- | -------- | ---------- |  | --- |  |  |  |  |  |  |  |  |  |  |  |  |  |  | ----- | ---- |
| 1979 |          | Saab 96 V4 |  | Rit |  |  |  |  |  |  |  |  |  |  |  |  |  |  | 0     |      |

| 1980 | Scuderia | Vettura                  |  |     |  |  |  |  |  |  |  |  |     |  |  |  |  |  | Punti | Pos. |
| ---- | -------- | ------------------------ |  | --- |  |  |  |  |  |  |  |  | --- |  |  |  |  |  | ----- | ---- |
| 1980 |          | Saab 96 V4 Saab 99 Turbo |  | Rit |  |  |  |  |  |  |  |  | Rit |  |  |  |  |  | 0     |      |

| 1981 | Scuderia | Vettura       |  |     |  |  |  |  |  |  |  |  |  |  |  |  |  |  | Punti | Pos. |
| ---- | -------- | ------------- |  | --- |  |  |  |  |  |  |  |  |  |  |  |  |  |  | ----- | ---- |
| 1981 |          | Saab 99 Turbo |  | Rit |  |  |  |  |  |  |  |  |  |  |  |  |  |  | 0     |      |

| 1982 | Scuderia | Vettura               |  |   |  |  |  |  |  |  |  |  |  |  |  |  |  |  | Punti | Pos. |
| ---- | -------- | --------------------- |  | - |  |  |  |  |  |  |  |  |  |  |  |  |  |  | ----- | ---- |
| 1982 |          | Volkswagen Golf I GTI |  | 8 |  |  |  |  |  |  |  |  |  |  |  |  |  |  | 3     | 49º  |

| 1983 | Scuderia                                           | Vettura                                         |  |   |  |  |  |  |  |  |  |  |  |   |  |  |  |  | Punti | Pos. |
| ---- | -------------------------------------------------- | ----------------------------------------------- |  | - |  |  |  |  |  |  |  |  |  | - |  |  |  |  | ----- | ---- |
| 1983 | Volkswagen Motorsport Sweden Volkswagen Motorsport | Volkswagen Golf I GTI Volkswagen Golf I GTi 1.8 |  | 5 |  |  |  |  |  |  |  |  |  | 8 |  |  |  |  | 11    | 16º  |

| 1984 | Scuderia                     | Vettura                                      |   |     |   |  |    |     |  |  |     |   |  |     |  |  |  |  | Punti | Pos. |
| ---- | ---------------------------- | -------------------------------------------- | - | --- | - |  | -- | --- |  |  | --- | - |  | --- |  |  |  |  | ----- | ---- |
| 1984 | Volkswagen Motorsport Sweden | Volkswagen Golf I GTI Volkswagen Golf II GTi | 9 | Rit | 7 |  | 13 | Rit |  |  | Rit | 6 |  | Rit |  |  |  |  | 12    | 18º  |

| 1985 | Scuderia             | Vettura                 |  |  |  |  |  |  |  |  |   |  |  |     |  |  |  |  | Punti | Pos. |
| ---- | -------------------- | ----------------------- |  |  |  |  |  |  |  |  | - |  |  | --- |  |  |  |  | ----- | ---- |
| 1985 | Peugeot Talbot Sport | Peugeot 205 Turbo 16 E2 |  |  |  |  |  |  |  |  | 5 |  |  | Rit |  |  |  |  | 8     | 25º  |

| 1986 | Scuderia                           | Vettura                    |  |   |     |  |  |     |  |  |   |  |  |   |  |  |  |  | Punti | Pos. |
| ---- | ---------------------------------- | -------------------------- |  | - | --- |  |  | --- |  |  | - |  |  | - |  |  |  |  | ----- | ---- |
| 1986 | Ford Motor Co. Ltd. Martini Lancia | Ford RS200 Lancia Delta S4 |  | 3 | Rit |  |  | Rit |  |  | 6 |  |  | 5 |  |  |  |  | 26    | 9º   |

| 1987 | Scuderia                                 | Vettura                                                        |    |     |  |  |     |  |  |  |  |  |  |  |     |  |  |  | Punti | Pos. |
| ---- | ---------------------------------------- | -------------------------------------------------------------- | -- | --- |  |  | --- |  |  |  |  |  |  |  | --- |  |  |  | ----- | ---- |
| 1987 | Ford Motor Co. Ltd. Peugeot Talbot Sport | Ford Sierra RS Cosworth Ford Sierra XR 4x4 Peugeot 205 GTI 1.9 | 84 | Rit |  |  | Rit |  |  |  |  |  |  |  | Rit |  |  |  | 0     |      |

| 1988 | Scuderia                               | Vettura                       |  |     |  |  |  |  |  |  |  |  |  |  |    |  |  |  | Punti | Pos. |
| ---- | -------------------------------------- | ----------------------------- |  | --- |  |  |  |  |  |  |  |  |  |  | -- |  |  |  | ----- | ---- |
| 1988 | Rallysport Sweden Peugeot Talbot Sport | Mazda 323 4WD Peugeot 309 GTI |  | Rit |  |  |  |  |  |  |  |  |  |  | 10 |  |  |  | 1     | 83º  |

| Legenda | 1º posto | 2º posto | 3º posto | A punti | Senza punti | Ritirato | Squalificato | NP=Non partito C=Gara cancellata | Apice=Power stage |